# Просвітництво
Просві́тництво — широка ідейна течія, яка відображала антифеодальний, антиабсолютистський настрій освіченої частини населення у другій половині XVIII —XIX століття. Представники цієї течії: науковці, філософи, письменники, митці — вважали метою суспільства людське щастя, шлях до якого — переустрій суспільства відповідно до принципів, продиктованих розумом, були прихильниками теорії природного права. Несправедливість та поневолення, які панують у суспільстві, вони вважали наслідком накинутих можновладцями законів, релігійних заборон та нестачі справжніх знань. Своїм завданням вільнодумці проголошували утвердження свободи, розвиток природних здібностей кожного, громадянське виховання та поширення освіти. XVIII століття називають також Добою розуму, адже разом із ідеями Просвітництва утверджувалася віра в силу знань та можливість розумного облаштування громадського життя. Саме в цей час виникла й ідея поступу — тобто послідовного розвитку людства через здобуття нових знань, вдосконалення суспільного ладу та покращення умов життя.
Просвітники мали широкий світогляд, в якому виділялася концепція освіченого абсолютизму, ідея цінності людини, критика церкви, патріотизм, утвердження самосвідомості й самооцінки особи. Цим просвітники відрізняються від просвітителів, якими є всі носії освіти і прогресу.
Просвітництво з'явилося практично одночасно в країнах Західної Європи: Британії, Франції, Нідерландах, Німеччині, Італії, Іспанії, Португалії, але швидко поширилося у всій Європі, включно з Річчю Посполитою і Російською імперією. Велику роль в його становленні відіграв швидкий розвиток природознавства та книгодрукування.

## Часові рамки
Зазвичай вважається, що епоха Просвітництва розпочалася в другій половині XVII століття й тривала до Французької революції. Їй передувала наукова революція першої половини XVII століття. Галілео Галілей заклав основи наукового методу у вивченні явищ природи, винаходи телескопа та мікроскопа сприяли встановленню геліоцентризму й першому спостереженню мікроорганізмів. Швидкий розвиток фізики й математики увінчався публікацією в 1687 «Математичних начал натуральної філософії» Ісаака Ньютона — фундаментальної праці, що заклала основи класичної механіки й математичного аналізу. Наукові відкриття сприяли розкріпаченню мислення в інших областях.
Французька революція ознаменувала кінець сподіванням на перебудову суспільства на розумних засадах, однак ідеї епохи Просвітництва вплинули на формулювання важливих документів епохи: Декларації прав людини і громадянина, Декларації незалежності, Конституції США, польської Конституції 3 травня 1791.

## Характерні риси доби

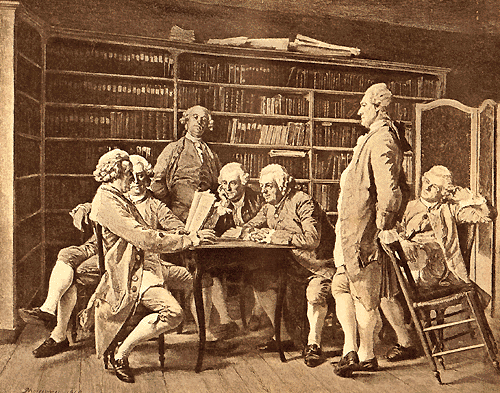
Літератори

Суттєвою відмінністю епохи Просвітництва від попередніх було те, що в цей час почало складатися громадське життя. Надалі питання суспільства обговорювалися в пресі, дискусійних клубах, кав'ярнях, салонах на асамблеях, у масонських ложах. Хоча держава, парламент та церква намагалися стримувати вільнодумство, часто зробити це було неможливо, оскільки заборонені цензурою праці часто можна було опублікувати за кордоном, у країнах із ліберальнішими поглядами, таких як Англія та Нідерланди.
До другої половини XVII ст. Західна Європа втратила релігійну цілісність. Унаслідок Реформації і періоду тривалих релігійних воєн у частині європейських країн панівною християнською конфесією став протестантизм, тоді як у інших державах католицизм зберіг домінантне становище. Між державами із різними релігіями встановився модус вівенді, що означало толерантне ставлення до релігійних розбіжностей хоча б у межах усієї Європи, якщо не окремих країн. Релігійна боротьба продовжувалася у вигляді полемік і дискусій, а це сприяло розширенню діапазону висловлюваних думок.
Європа стала різноманітною також у плані політичних режимів. Якщо у Франції, Австрійській імперії чи Іспанії цей період відповідав розквіту (абсолютизму), то Англія вже минула цей етап свого розвитку й після Славетної революції 1688 року стала конституційною монархією, у якій влада короля була обмежена «Біллем про права 1689». Нідерланди тішилися демократичним правлінням, Німеччина та Італія були роздроблені на низку малих держав, у деяких країнах, таких як Росія та Австрійська імперія, ще міцно зберігалося кріпацтво. При широкому спектрі політичних устроїв неминуче виникали порівняння, що в свою чергу призводили до дискусій щодо ідеального облаштування суспільства.
В економіці Європи теж відбувалися докорінні зміни, формувалися капіталістичні виробничі відносини, зростала й зміцнювала свої позиції буржуазія. Економічний центр Європи змістився з півдня, де раніше основну роль відігравали Венеція та Генуя, на північ, в Амстердам, де вже відбулася Нідерландська революція. В другій половині XVIII ст., з початком промислової революції, головним центром економіки Європи став Лондон.

## Освічений абсолютизм
Ідею освіченого абсолютизму висловив французький філософ Вольтер. Чимало європейських монархів XVIII ст. підтримували її хоча б частково. До них належали цариця Російської імперії Катерина II, імператор імперії Габсбургів Йосип II та інші. Відкидаючи ідеї суспільного контракту і не схвалюючи вільнодумство, ці можновладці піклувалися про освіту й науку в своїх державах, були меценатами мистецтв.

## Громадське життя

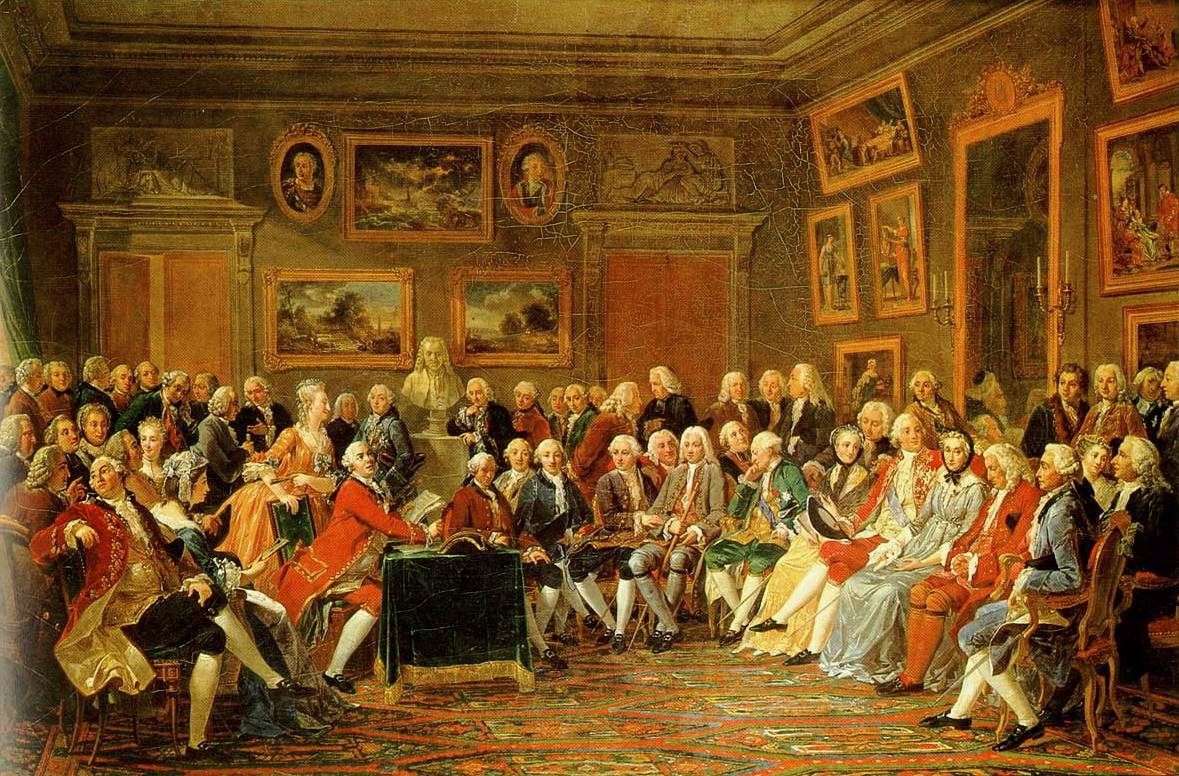
Габріель Леммонньє. В салоні мадам Жоффрен.

Для епохи Просвітництва властиве нове суспільне явище — виникнення сфери громадського життя, тобто інституцій, де відбувалися дебати щодо важливих для суспільства проблем. До таких інституцій належали новостворені академії та наукові товариства, гуртки, салони, кав'ярні, масонські ложі тощо.
В Європі й Америці сформувалося міжнародне «віртуальне» товариство, яке отримало назву «Республіка листів» (Respublica literaria). Члени цього товариства обмінювалися думками через кордони держав, листуючись один із одним.
Літературні салони зародилися у Франції в епоху правління Людовика XIV. Зазвичай господиня салону запрошувала до себе якусь знаменитість, письменника або філософа, який розпочинав дискусію на цікаву для гостей філософську, суспільну або політичну тему. Господарями салонів були й чоловіки. Найвідоміший із них — салон барона Гольбаха, в якому збиралися Дідро, д'Аламбер, Гельвецій, Мармонтель, Реналь, абат Гальяні та інші.
Кава з'явилася в Європі в XVII ст. На початку XVIII ст. кав'ярні Оксфорда, Лондона і Парижа стали виконувати роль наукових і літературних клубів. В паризькому «Café Procope» зародилася ідея
«Енциклопедії». Кав'ярні Лондона та Оксфорда стали свого роду «грошовими університетами», де в атмосфері, вільній від університетської строгості, читалися лекції і проводилися демонстрації наукових експериментів. Однак, до кінця століття кава стала дешевшою і доступнішою ширшим колам буржуазії, і кав'ярні втратили просвітницький статус. Найкращі з них, втім, перетворилися в закриті клуби з обмеженим членством.

### Академії
Академії та рівнозначні їм наукові товариства на кшталт Лондонського королівського сформувалися у великих європейських державах у XVII ст. Вони сприяли розповсюдженню наукових знань і заохочували наукові дослідження. Професія вченого набула престижності. Французька академія наук регулярно оголошувала конкурси на найкращі наукові дослідження, Французька академія публікувала словники французької мови й сприяла її стандартизації. Зусиллями Леонарда Ейлера піднявся рівень спочатку Прусської академії наук, а потім Петербурзької академії наук.

### Видання

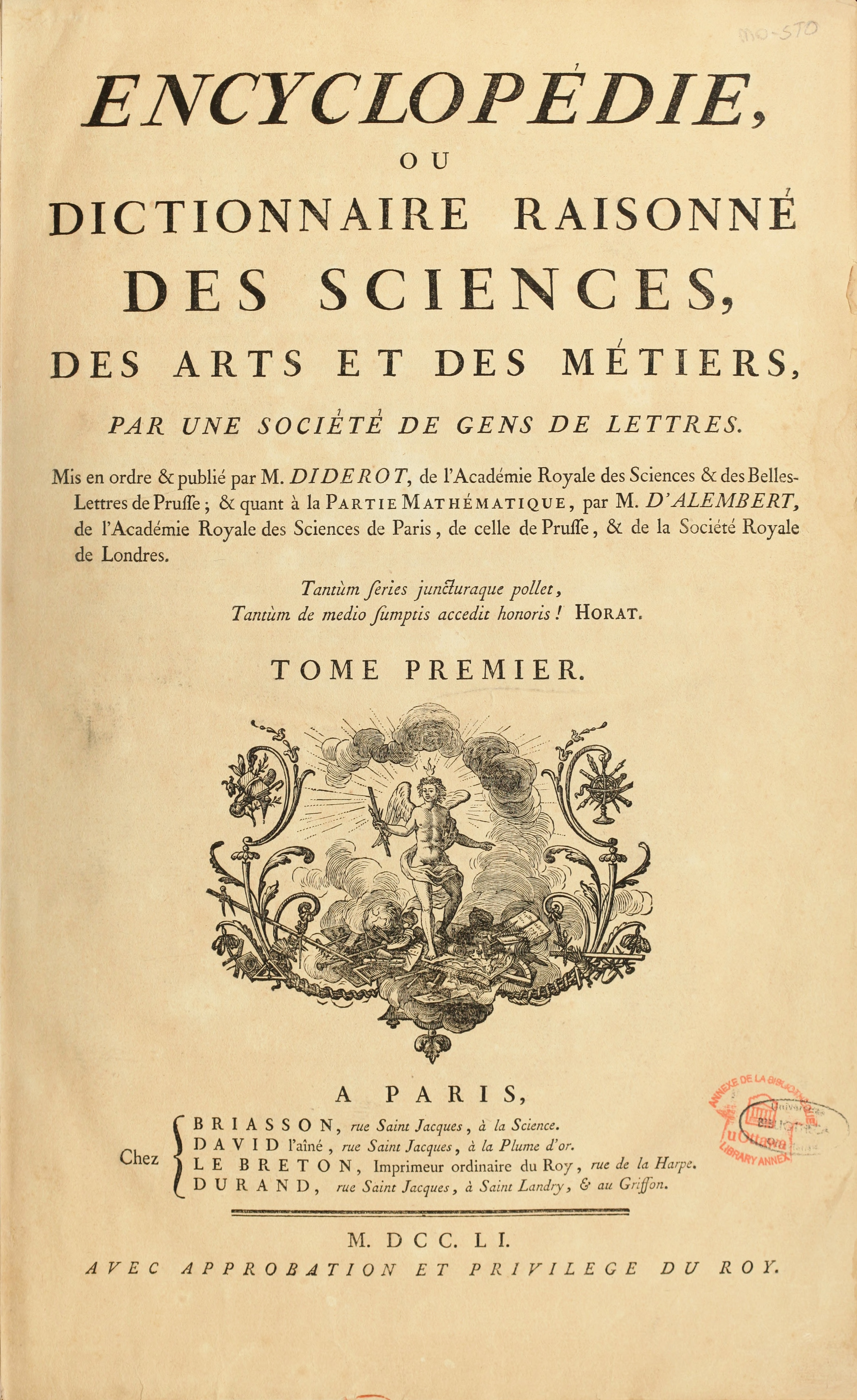
Титульна сторінка першого тому енциклопедії

Важливою віхою в розвитку ідей Просвітництва стало видання «Енциклопедії, або Тлумачного словника наук, мистецтв і ремесел», здійснене в середині 18 ст. під керівництвом Дені Дідро та Жана ле Рона д'Аламбера. Вона не тільки зібрала в одному виданні тогочасні знання людства, а й виклала їх у світському, науковому дусі, відкидаючи теологію, як вихідну основу. Жан д'Аламбер написав до «Енциклопедії» вступне слово, в якому сформулював її мету, задачі та засади, на яких вона створювалася.
«Енциклопедія» стала вершиною епохи Просвітництва, але видавництво наукової, філософської і полемічної літератури далеко не обмежилося нею. Перший науковий журнал «Journal des Scavants» почав виходити в Парижі у 1665, а з 1680 видавництво журналів набрало силу. Спочатку журнали видавалися латиною та французькою, але згодом французька мова повністю витіснила латину. Оскільки видавнича справа у менших країнах Європи мала менший ринок, а, отже, на шляху її розвитку було більше перешкод, французькі журнали, що друкувалися здебільшого в Нідерландах, щоб уникнути цензури, стали виписувати по всій континентальній Європі. Саме в цей період французька мова набрала статусу мови міжнародного спілкування для освічених людей Європи.
Поряд із якісними виданнями, в епоху Просвітництва з'явилося також багато низькопробних видань і верства літераторів-поденників, які публікували здебільшого плітки й скандальні історії. В Лондоні центром цієї літературної братії була Ґраб-стріт, вулиця яка вже не існує, але залишися в англійській мові синонімом низькопробної літератури. Новим явищем у книгодрукуванні стала поява дешевих книжок для нижніх класів.
З'явилася мода на приватні бібліотеки. Одну з таких бібліотек, бібліотеку Дідро, придбала й розширила російська цариця Катерина II. Водночас розширювалася межа публічних бібліотек, в яких можна було позичити книгу. Книги часто також пропонувалися в кав'ярнях, які у 18 ст. виконували роль клубів.

### Масонство
Складовою частиною Просвітництва було братерство вільних каменярів, масонство, всесвітній орден, який ставив перед собою мету змінити суспільство шляхом впливу на владні органи і державних діячів. Чимало просвітників належали до тієї чи іншої масонської ложі. Серед них Монтеск'є, Вольтер, Александер Поуп, Горас Волпол, Роберт Волпол, Моцарт, Гете, Фрідріх Великий, Бенджамін Франклін, Джордж Вашингтон. Деякі масонські символи увійшли до символіки новонароджених Сполучених Штатів Америки.

## Філософія

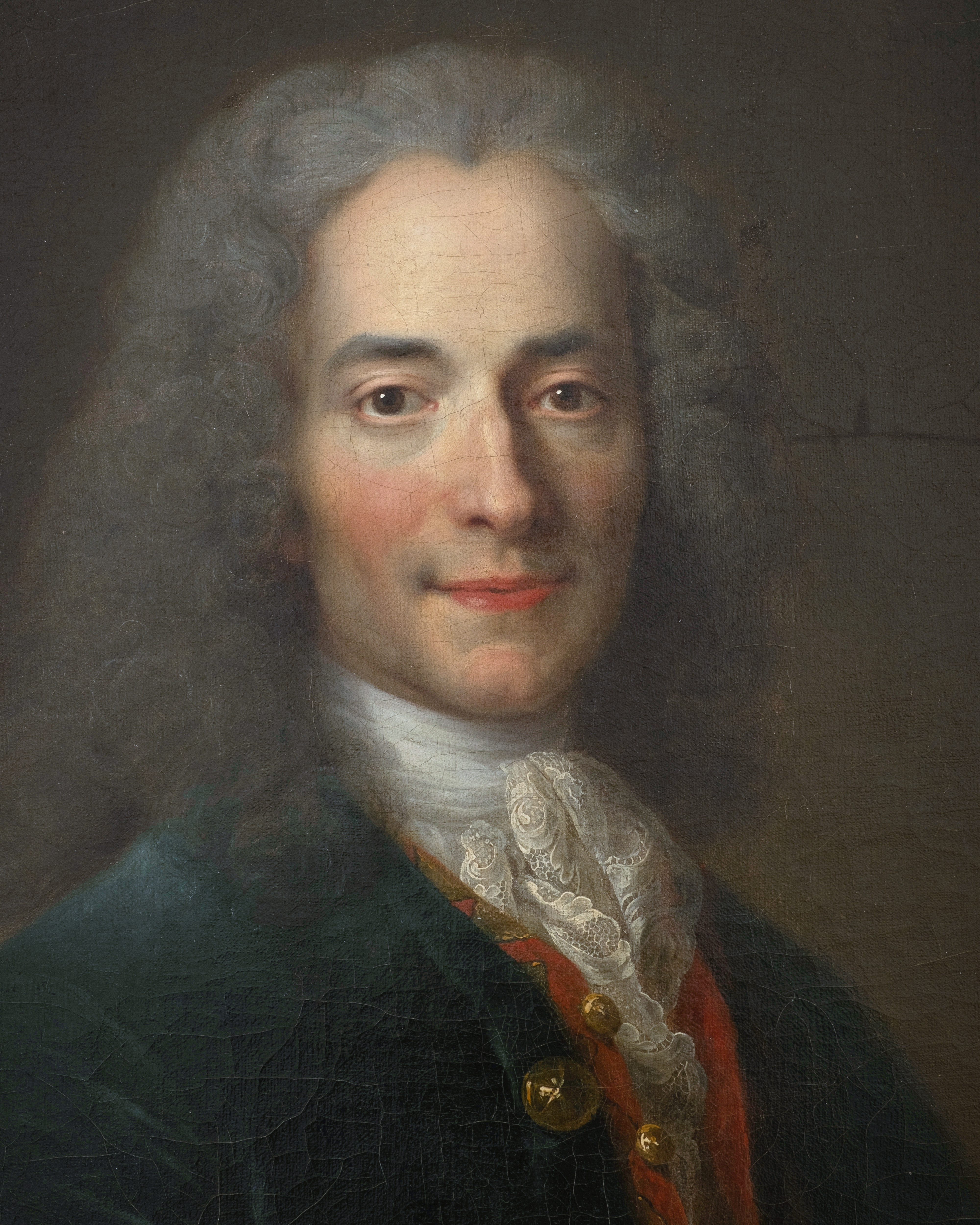
Вольтер

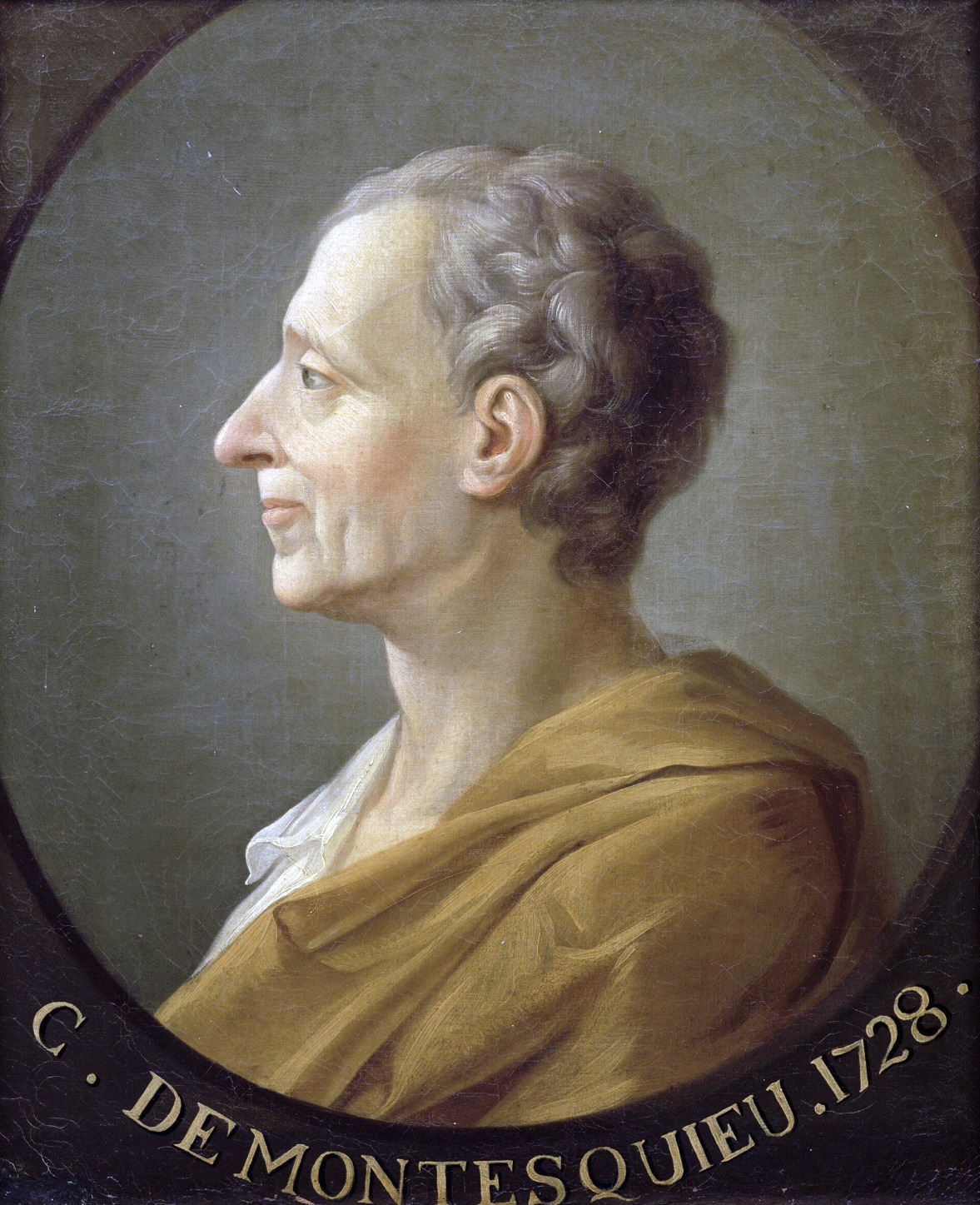
Шарль Луї де Монтеск'є

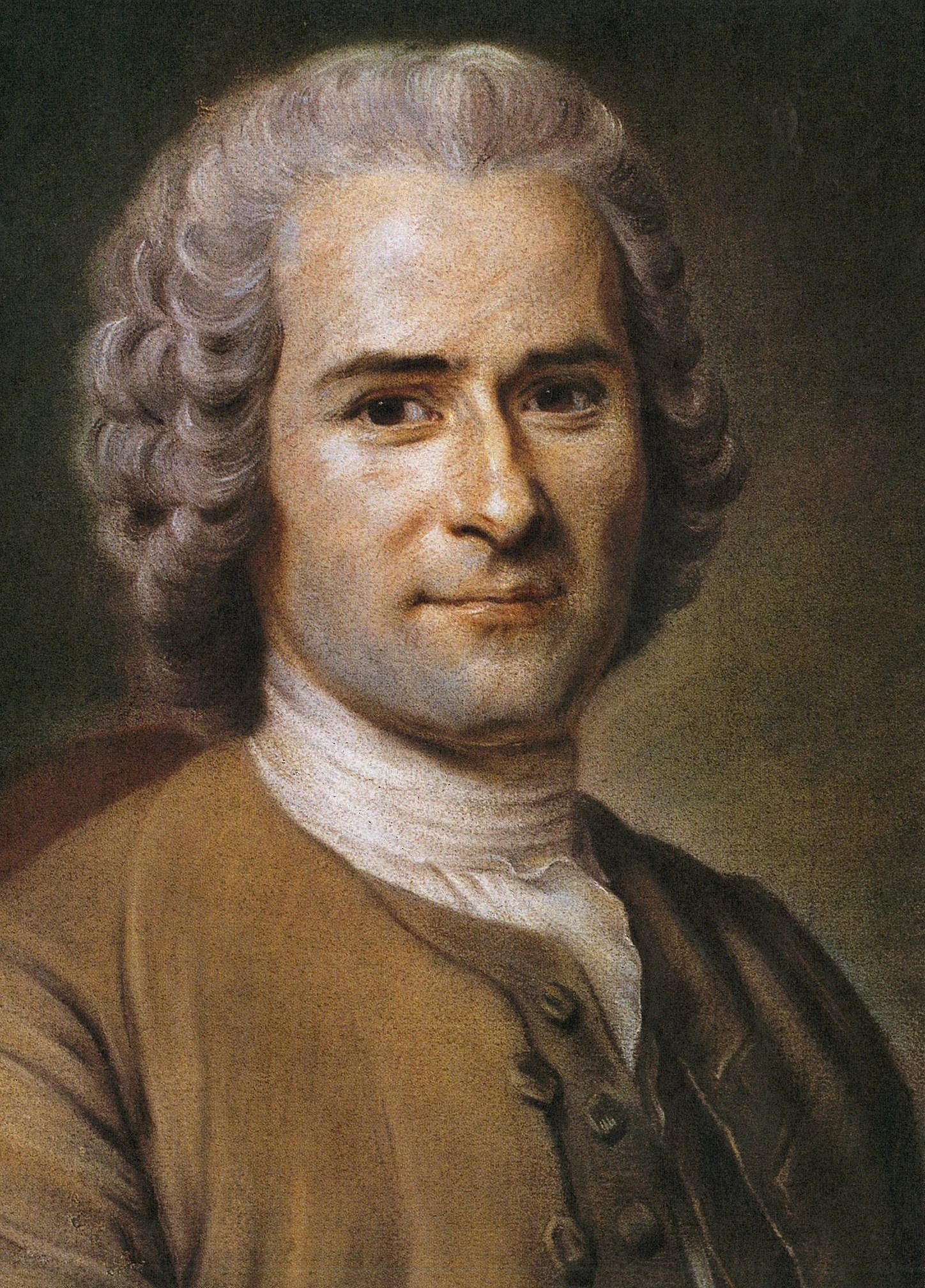
Жан-Жак Руссо

Серед визначних французьких філософів-просвітників Вольтер, Етьєн Кондільяк, Шарль Луї де Монтеск'є, Жан-Жак Руссо стояли на позиціях деїзму. Дені Дідро, Жульєн Ламетрі, Клод Гельвецій, Поль Гольбах відстоювали матеріалістичні погляди. Англійська філософія епохи Просвітництва представлена Джоном Толандом, Ентоні Шефтсбері, Ентоні Коллінзом, Бернардом Мандевілем, німецька — Християном Вольфом, Александром Баумгартеном, Готгольдом Лессінгом.
Філософія Просвітництва, поставивши акцент на розум, успадкувала багато від раціоналізму, однак значно почерпнула також із ідей емпіризму. На відміну від раціоналістів, наприклад, Декарта, розум у просвітників не пасивне вмістилище вічних ідей спільних для людини і Бога, а є активним знаряддям перетворення життя. Це зумовлено загальним прагненням просвітників до змін, реформ суспільства і вірою в те, що, спираючись на науку, можна встановити нові розумні закони й перебудувати світ на краще.
З емпіризму, зокрема у Лока, філософія просвітництва взяла те, що необхідною передумовою розуму є опора на факти, чуттєві дані. Виходячи з цього положення просвітники таврували раціоналізм як метафізику, філософію, що не спирається на відомості про реальний світ. За взірець наукового підходу бралася Ньютонівська механіка. Кондільяк вважав порожніми, й навіть шкідливими, абстрактні поняття на зразок буття, субстанція, сутність, атрибут, причина, свобода.
Просвітники погано бачили різницю між філософією й наукою, й ставили до філософії такі ж вимоги, як до науки. В цьому відношенні вони були передвісниками позитивізму.
Поєднання ідей раціоналізму й емпіризму було в філософії епохи Просвітництва поверховим, теоретично необґрунтованим. За це її критикував Георг Геґель, звинувачуючи у відсутності глибини й оригінальності.
У своєму ставленні до релігії більшість просвітників дотримувалися деїзму, тобто визнавали Бога-творця, але
заперечували його втручання в перебіг подій у створеному ним світі. Їхня релігія була раціональною, узгодженою з розумом. В той же час вони виступали з критикою панівної релігії свого часу, релігії Одкровення, вважаючи її забобонами і марновірством.
Частина філософів-просвітників дотримувалася атеїстичних поглядів, заперечуючи існування Бога взагалі. Просвітникам, які захоплювалися механікою Ньютона, був властивий механістичний світогляд. Світ, природа й людина для них були складними машинами, підпорядкованими лише законам природи. Філософія просвітників відкидала телеологію, тобто поняття про мету існування світу й людини, й схилялася до фаталізму, зумовленого механіцизмом. Схоластика, філософія Середньовіччя, стверджувала, що людина має свободу волі, оскільки її створив такою Бог, надавши їй можливість вибору вірити чи не вірити, тоді як механістична людина просвітників не мала такої свободи — її дії і доля були строго зумовлені законами природи.
Відкидаючи релігію як основу моралі, просвітники виводили етичні норми із природи людини, яку вони вважали незмінною, складеною з інстинктів, схильностей та чуттєвих потреб. З природи людини вони виводили поняття про її природні права. Щодо організації суспільства, то просвітники відстоювали ідею суспільного договору. Ця ідея про те, що люди організовані в суспільство таким чином, щоб забезпечити свій захист, і з цією метою передають державі частину своїх прав, дозволяла пояснити походження держави й влади без втручання Бога.
Вірячи в здатність розуму до справедливого влаштування життя, просвітники велике значення надавали вихованню людини та її освіті. Звідси, від слова світло походить назва епохи. Французькою мовою це Siècle des Lumières — дослівно століття світла.

## Просвітництво в Україні

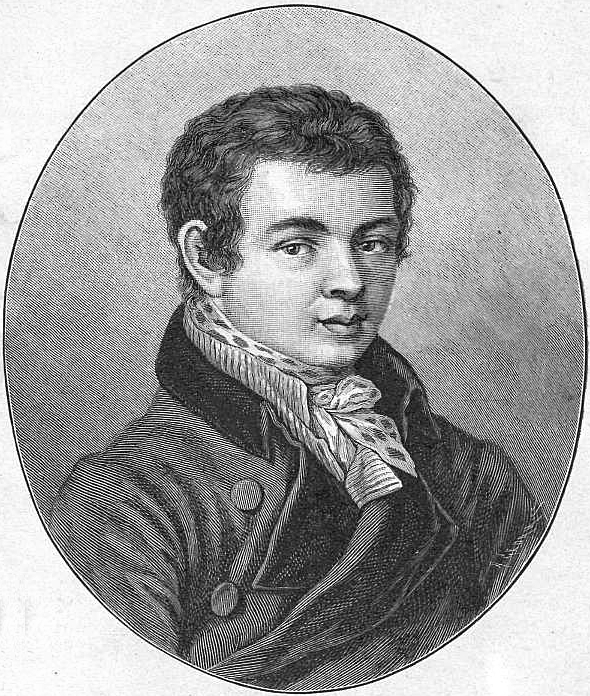
Каразін Василь Назарович